# Бонита (Луизијана)
Бонита (енгл. Bonita) град је у америчкој савезној држави Луизијана.

## Демографија
По попису из 2010. године број становника је 284, што је 51 (-15,2%) становника мање него 2000. године.
| Група             | 2000.       | 2010.       |
| Белци             | 143 (42,7%) | 87 (30,6%)  |
| Афроамериканци    | 186 (55,5%) | 175 (61,6%) |
| Азијати           | 1 (0,3%)    | 6 (2,1%)    |
| Хиспаноамериканци | 5 (1,5%)    | 21 (7,4%)   |
| Укупно            | 335         | 284         |